# Edekinge
Edekinge of Edinge is een voormalig dorp en ambachtsheerlijkheid op Noord-Beveland in de Nederlandse provincie Zeeland.
In de literatuur worden de plaatsen Nieuwerkerke en (Nieuw-)Hamerstede dijkwijls gelijkgesteld aan Edekinge. In historische documenten wordt Edekinge echter gebruikt voor het benoemen van een afzonderlijke plaats.

## Geschiedenis
Het dorp zal vernoemd zijn naar Kapelle-Edinge bij Herne, waar in 1314 met hulp van de heren van Edinge een kartuizerklooster werd gesticht. Dit klooster had diverse bezittingen op Noord-Beveland. Mogelijk was er eerst een uithof Edinge, gevolgd door een dorp met dezelfde naam.

### Hamerstede
Samen met het dorp Hamerstede beschikte Edekinge over een schepenbank. Tevens vormden beide dorpen één parochie, met mogelijk in Edekinge het kerkgebouw.
De ontvolking van de dorpen vanwege overstromingsgevaar vormde overigens een groot probleem: zo kreeg de ambachtsheer het niet altijd voor elkaar om voldoende schepenen te vinden voor Hamerstede en Edekinge.

### Overstroming
De Sint-Felixvloed van 1530 bracht schade toe aan het dorp, maar pas bij de Allerheiligenvloed van 1532 ging het dorp definitief ten onder. 
In 1563 was het ondergelopen gebied kennelijk weer drooggevallen, want de abdij Waterlooswerve - die oorspronkelijk op Noord-Beveland was gesticht en daar nog steeds gronden bezat - eiste de opbrengsten van het weer drooggevallen land van Edekinge op.  